# 1720
Het jaar 1720 is het 20e jaar in de 18e eeuw volgens de christelijke jaartelling.

## Gebeurtenissen
januari
- 4 - De Schotse avonturier John Law wordt Frans minister van financiën.

februari
- 10 - De burgemeester van Middelburg, Cornelis Versluys, kondigt "ter bevordering van koophandel ende scheepvaart" de oprichting door enige kooplieden aan van de Middelburgsche Commercie Compagnie.
- 17 - In een bepaling van het Verdrag van Den Haag komt hertog Victor Amadeus II van Savoye overeen Sicilië te ruilen met Oostenrijk, voor het eiland Sardinië, waarna hij bekend wordt als koning van Sardinië.

maart
- 25 - Op het joodse feest van Poerim wordt in de Amsterdamse Stadsschouwburg het toneelstuk Hester, oft verlossing der Jooden opgevoerd.

mei
- 29 - Onder druk van de dalende beurskoersen moet John Law alweer aftreden als Frans minister van financiën.
- 31 - roelof Diodati wordt opperhoofd in Desjima, de VOC-handelspost in Japan

juli
- Scherpe koersdaling van de Actiecompagnieën op de Parijse Beurs.

augustus
- 3 - Schilderijen van Rafaël, Rubens en vele andere kunstvoorwerpen gaan verloren door een brand in de werkplaats van meubelmaker Boulle in het Louvre.
- De Mississippi Compagnie gaat failliet.

oktober
- 11 - Een scherpe koersdaling op de beurs in Rotterdam is minder ernstig dan in Londen en Parijs, maar veel actionisten lijden door windhandel toch aanzienlijke verliezen.
- 12 - In Amsterdam wordt het Engelse koffiehuis in de Kalverstraat bestormd. De burgemeesters verbieden de makelaars nog langer te handelen in waardeloze aandelen.

november
- 16 - De piraat Calico Jack wordt met zijn bemanning berecht en de volgende dag opgehangen, bij Gallow Point buiten de stad La Vega.

december
- december - De Franse oud-minister van financiën John Law vlucht naar Venetië.

zonder datum
- Cagliari valt onder het huis Savoye.

## Beeldende kunst

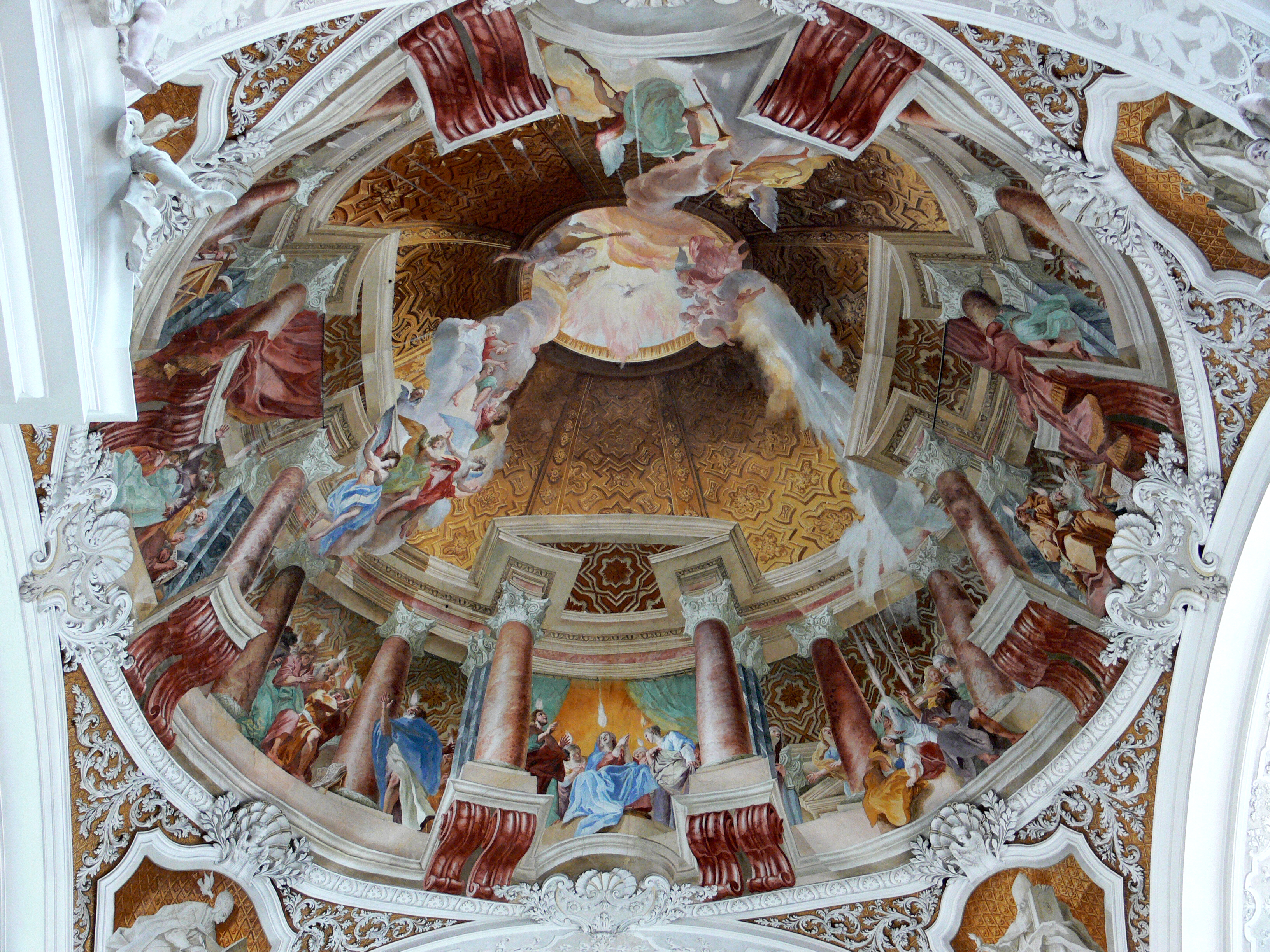
Chorfresko Pfingtswunder, Cosmas Damian Asam (1720) Weingarten Basilika

## Bouwkunst

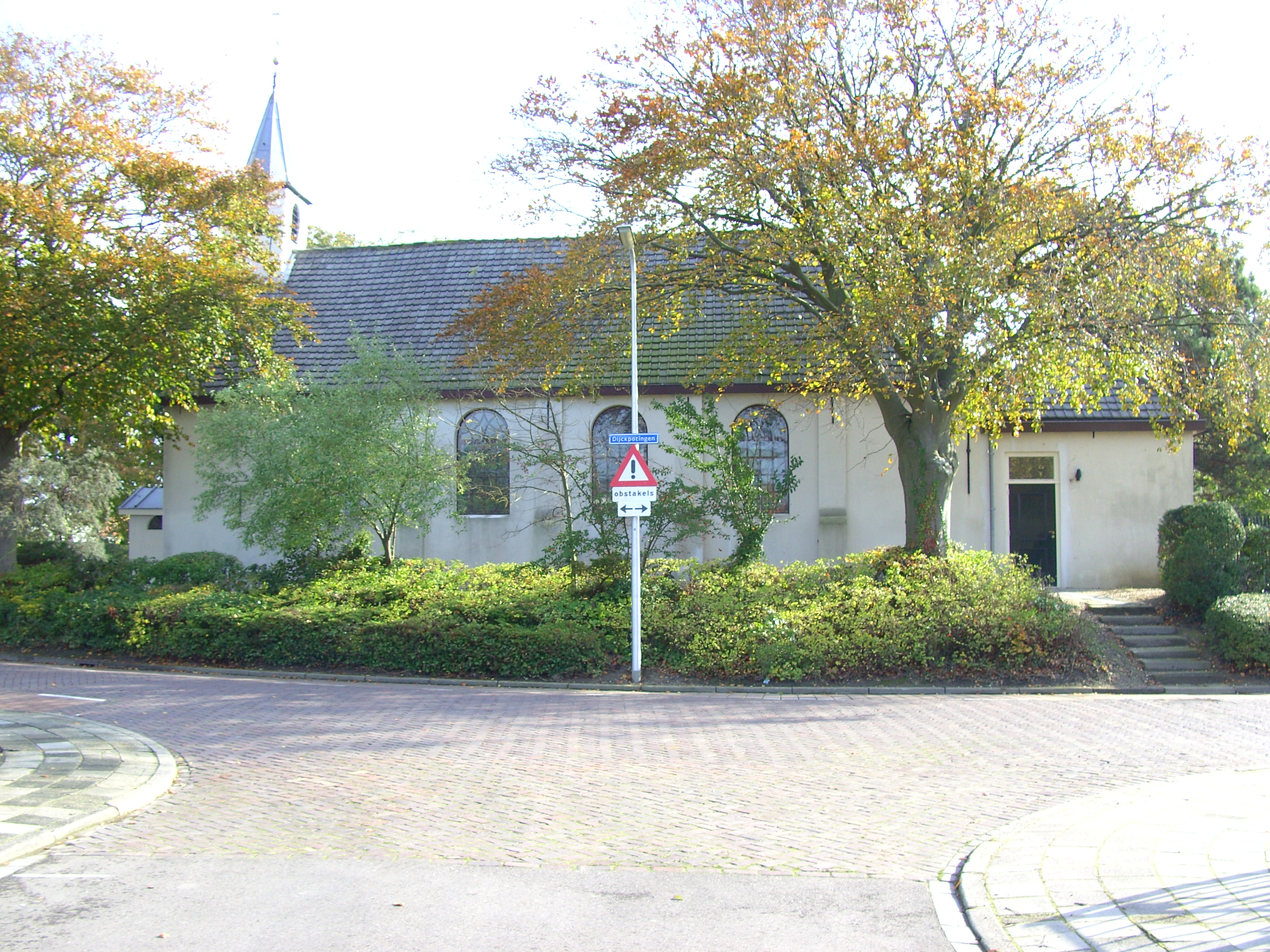
NH kerk, Vierpolders (ca. 1720)

## Geboren
januari
- 4 - Johann Friedrich Agricola, Duits dirigent, organist, zanger en componist (overleden 1774)

mei
- 11 - Baron van Münchhausen, Duits officier en avonturier (overleden 1797)

oktober
- 2 - Elizabeth Montagu, Engelse schrijfster (overleden 1800)

december
- 31 - Charles Edward Stuart, Brits troonpretendent (overleden 1788)

## Overleden
maart
- 7 - Ludolph Smids (70), Nederlands arts, oudheidkundige en dichter

juni
- 19 - Robert Knox (79), Engels zeekapitein

juli
- 7 - Maria Barbara Bach (35), nicht en echtgenote van Johann Sebastian Bach

augustus
- 3 - Anthonie Heinsius (78), Nederlands politicus (raadpensionaris)
- 5 - Anne Finch (59), Engelse dichteres

december
- Guillaume Minoret (70), Frans componist en sous-maître van de Chapelle royale